# Léon-Gabriel Gros
Léon-Gabriel Gros (* 12. April 1905 in Les Arcs; † 29. Juli 1985 in Aix-en-Provence) war ein französischer Dichter und Literaturkritiker.

## Leben und Werk
Léon-Gabriel Gros war von 1937 bis 1962 die Seele der Literaturzeitschrift Les Cahiers du Sud. Er veröffentlichte eigene Poesie und schrieb zwei vielbeachtete Bände über zeitgenössische Dichter. Er übersetzte aus dem Englischen. Ab 1960 war er Mitglied der multinationalen Künstlervereinigung Origine. 1975 erhielt er für sein Gesamtwerk den Prix Dumas-Millier der Académie française. Die Literaturzeitschrift Phoenix. Cahiers littéraires internationaux vergab von 2011 bis 2015 den Prix Léon Gabriel Gros.

## Werke (Auswahl)

### Dichtung
- Fards pour notre jeunesse. 1926.
- Raisons de vivre. 1935.
- Saint-Jean du Désert. 1939.
- Sept Poèmes en marge. 1942.
- Corps glorieux. 1945.
- Les Élégies augurales. 1954.
- Phœnix. Sud, Marseille 1983.
- Expériences à la portée de tous. Oeuvre poétique complet. Sud, Marseille 1986. (Vorwort von André Ughetto)